# 我野神社
我野神社（あがのじんじゃ）は、埼玉県飯能市の神社。

## 歴史
社伝によれば景行天皇40年の創建、江戸時代後期の地誌『新編武蔵風土記稿』によれば、仲哀天皇5年の創建とある。また1191年（建久2年）に源頼朝が社殿を造営した旨の古文書を所蔵していることから、かなりの古社であることが推測される。当社には造営時に頼朝が詠んだとされる「万代もかけて吾那のひとむらに鎮まりませるみやしろのみや」という和歌が伝わっている。
3柱の祭神を祀っていることから「三社大明神」と呼ばれていたが、天正年間（1573年 - 1592年）に秩父地方で盛んだった妙見信仰の影響もあり、「妙見社」と呼ばれるようになった。明治初期に現在名に改められた。

## 文化財
- 三社の川瀬祭（飯能市指定無形民俗文化財 平成22年3月25日指定）[2]

## 交通アクセス
- 西吾野駅より徒歩20分。